# Christina Elizabeth Pothast-Gimberg
Christina Elizabeth Pothast-Gimberg (Zutphen, 19 januari 1900 – Sneek, 15 november 1975) was een Nederlandse schrijfster van kinderboeken.
Gimberg was een dochter van publicist Johannes Gimberg en Elisabeth Bax. Ze werd onderwijzeres in Amsterdam. Ze schreef tientallen kinderboeken, waarvan er enkele ook werden vertaald. Ze trouwde in 1928 met onderwijzer Joseph H.A. Pothast (1890-1960), een zoon van de schilder Hendrik Antoon Pothast.

## Enkele boeken
- De Kerstschoof, 1938
- Jantientje, 1940
- De akker wordt bereid, 1942
- Rondom de toren, 1948
- De rode loper, 1955
- Corso het ezeltje, 1959

## Prijzen
- 1959 – Kinderboek van het jaar voor Corso het ezeltje